# Clima da Região Norte do Brasil

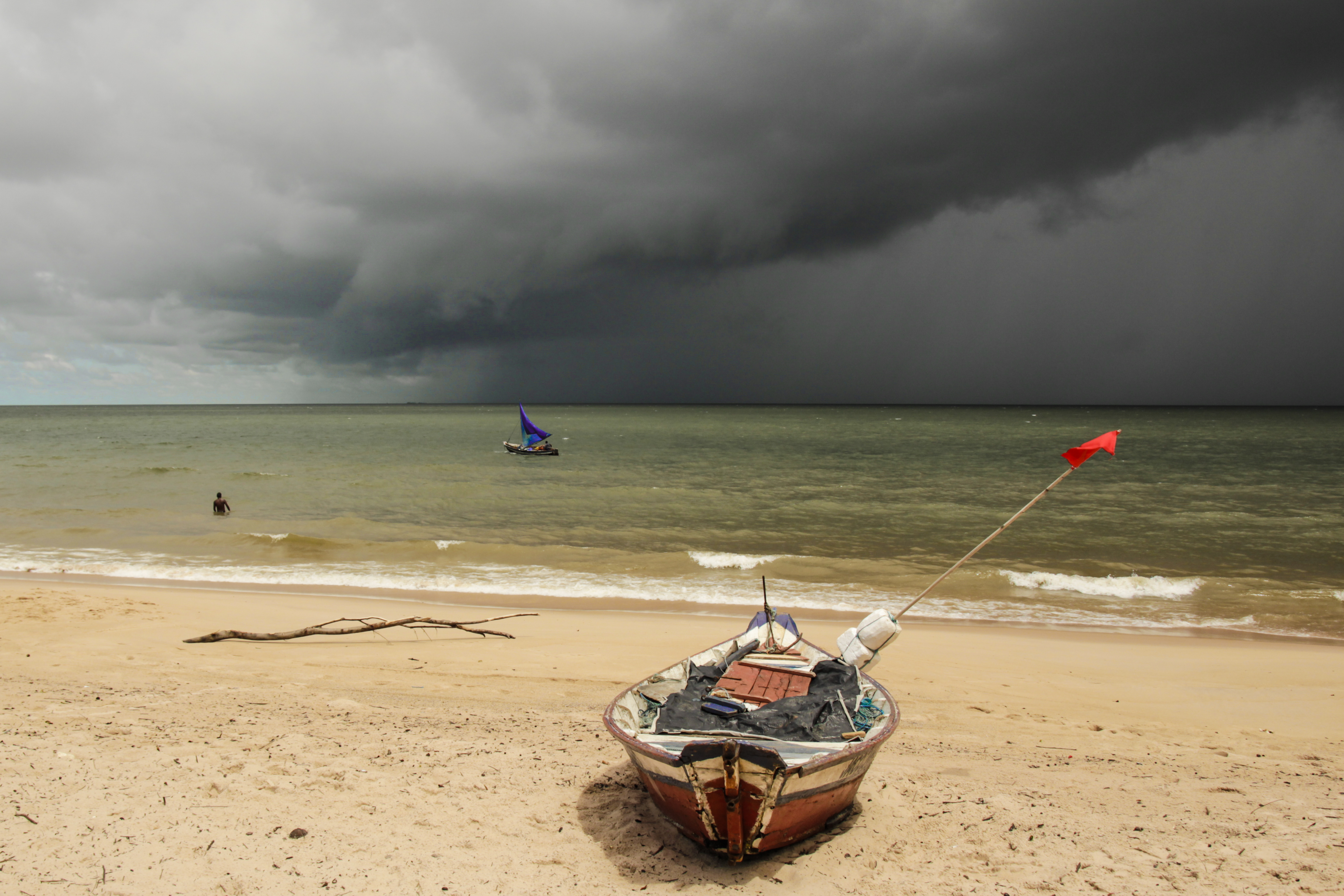
Chuva chegando à praia de Joanes, Ilha de Marajó.

O clima da Região Norte do Brasil é predominantemente o equatorial úmido, com temperaturas médias acima dos 25°C e chuvas abundantes, com precipitações entre 2 e 3 mil mm anuais,sendo a maior pluviosidade registrada no litoral do Amapá e na foz do rio Amazonas, ultrapassando 5.000 mm/ano. No noroeste do Pará e no leste de Roraima, prevalece o clima equatorial semiúmido, caracterizado por períodos curtos de seca e temperaturas anuais elevadas. No Tocantins e no sudeste do Pará, o clima tropical é predominante, caracterizado por duas estações (uma chuvosa e outra seca).

## Características do clima amazônico

### Regime de chuvas
No verão, as frentes frias oriundas do sul estão associadas às chuvas sobre as regiões sul e oeste da Amazônia. No inverno, a entrada de massas de ar frio e seco podem afetar o clima no oeste da região, produzindo as chamadas "friagens".
Há quatro núcleos principais de precipitação na Amazônia:
- Noroeste: chuvas acima de 3.000 mm/ano, principalmente entre abril e junho, provocadas pela condensação do ar úmido oriundo do Atlântico, e que se condensa pelo contato com correntes de ar frias vindas dos Andes;[2]
- Central: localizada ao redor de 5°S, apresenta precipitação em torno de 2.500 mm/ano, ocorrendo entre março e maio; a estação seca ocorre no inverno;[2]
- Sul: nesta área, as chuvas ocorrem entre fevereiro e abril; a estação seca ocorre no inverno;
- Leste: engloba a região no entorno de Belém, Pará, com precipitação acima de 4.000 mm anuais, concentrada no trimestre de fevereiro a abril.[2]

Embora o desmatamento crescente tenha provocado alguma variação nos índices pluviométricos, ainda não há observação conclusiva de que isso tenha causado impacto direto no clima da região; isso é particularmente notado no sul da Amazônia, onde a devastação ambiental é mais evidente.

### Temperatura
Os valores médios anuais variam entre 24 e 26°C. Em 1997, uma frente fria particularmente intensa fez cair significativamente a temperatura no oeste da Amazônia, com registro de 11°C em Rio Branco, Acre. Em Belém, a temperatura média varia de 25,4°C em março a 26,5°C em novembro. Em Manaus, a média vai de 25,8°C a 27,9°C. Estudos realizados na região demonstram que a temperatura média subiu acima de 0,5°C ao longo dos anos últimos 100 anos, mas ainda não é conclusivo se isto se deve ao aquecimento global ou por efeito da urbanização da região.

### Variabilidade climática
Fenômenos como o El Niño/La Niña afetam o regime de chuvas na Amazônia. O El Niño pode agudizar situações de seca (como ocorreu entre 1925-1926), embora a seca e o fenômeno nem sempre estejam relacionados. Em 1964 e 2005, por exemplo, onde ocorreu seca, mas não El Niño. Na ocorrência de La Niña, o clima amazônico tende a tornar-se mais úmido.
Outro fator importante na variação climática da Amazônia, é o aquecimento das águas do Atlântico Norte, considerado o principal responsável pela seca de 2005, uma das piores já ocorridas na região. Neste ano, foi decretada calamidade pública nos 61 municípios do Amazonas e em 11 do Pará. Em 2013, um estudo feito pela NASA comprovou que a região ainda não havia se recuperado totalmente da seca de 2005.